# Dragutin Boranić
Dragutin Boranić (Marija Gorica, 19. prosinca 1870. – Zagreb, 1. rujna 1955.) hrvatski jezikoslovac, slavist.

## Životopis
Diplomirao je 1897., doktorirao 1899. godine. Jedno je vrijeme radio kao gimnazijski profesor u Osijeku, Vinkovcima i Zagrebu. 
Godine 1907. postao je dopisni i kasnije redoviti član JAZU i u njoj petnaest godina bio književni tajnik. Veći broj radova objavio je u Zborniku za narodni život i običaje Južnih Slavena, kojem je bio urednik do svoje smrti. Najpoznatiji je po svojem Pravopisu kojim je nastavio i upotpunio Brozov rad i udario temelje suvremenoj hrvatskoj pismenosti.
Od 1906. predaje hrvatski jezik na Filozofskom fakultetu u Zagrebu. U četiri desetljeća predavanja Boranić je obuhvatio sva područja kroatističkih istraživanja – paleoslavističku problematiku, književnopovijesna pitanja, povijest i dijalektologiju hrvatskoga jezika, a posebice područje hrvatskoga standardnog jezika.
Pisao je prozu i poeziju te prevodio s češkoga i ruskoga.